# Vlivový agent
Vlivový agent je špión, který využívá své autority k ovlivnění veřejného mínění. Patří k obtížně zjistitelným špiónům, neboť jen zřídka existují materiální důkazy, které jej spojují s cizí mocností.
V terminologii Státní bezpečnosti je evidován jako ideový spolupracovník. 